# 詹姆士·W·布拉克
詹姆士·懷特·布拉克爵士，OM，FRS，FRSE，FRCP（英語：Sir James Whyte Black，1924年6月14日—2010年3月22日），蘇格蘭藥理學家，發明藥物Propranolol和合成出Cimetidine。他因這些成就而在1988年獲頒贈諾貝爾醫學獎。

## 生平
布拉克早年就讀於蘇格蘭法夫（Fife）考登比思（Cowdenbeath）的比思高中，其後在法夫的聖安德魯斯大學修讀藥理學，並曾經在邓迪（Dundee）作實習。他在馬來亞大學取得教席前，曾加入聖安德魯斯大學的生理學系。布拉克在1950年回到蘇格蘭，加入格拉斯哥大學的獸醫學院，並為該校成立生理學院。除了活躍於學術界外，布拉克曾先後獲帝國化學工業（1958年至1964年）、葛蘭素史克（1964年至1973年）和惠康基金會（1978年至1984年）聘用。另外，他又獲倫敦大學學院（1973年至1978年）和倫敦國王學院（1984年至1992年）聘用為藥理學教授。在1976年，他當選為皇家學會會員，同年獲頒拉斯克獎。
布拉克在1981年獲冊立為下級勳位爵士。在2000年，布拉克爵士獲英女皇伊莉莎伯二世頒贈功績勳章，該勳章只有24個名額，是英國君主所能授予的最高級榮譽。
布拉克爵士在科學界甚有貢獻，當中尤以心臟病學為最。他發明的β受體阻斷藥Propranolol，對治療心絞痛起革命性的影響，並被認為是20世紀對藥理學起最大貢獻的藥物之一，他憑這些貢獻在1988年獲頒贈諾貝爾獎。他上述的的研究完全是憑他一人之功勞。
自1992年至2006年5月，布拉克爵士出任丹地大學的校監。在2006年8月，屬於該校生命科學學院的詹姆士·布拉克爵士中心落成啟用。

## 請參見
- 格特魯德·B·埃利恩（1988年諾貝爾醫學獎得獎者）
- 喬治·H·希欽斯（1988年諾貝爾醫學獎得獎者）